# Cane da pastore di Brie
Il cane da pastore di Brie (anche conosciuto come Berger de Brie o Briard) è una razza canina di origine francese riconosciuta dalla FCI (Standard N. 113, Gruppo 1, Sezione 1).

## Storia
È di origini antichissime come tutti i cani da pastore. Alcune notizie lo vogliono già allevato alla corte di Carlo Magno (742-814 d.C.). Di certo sappiamo che un cane molto somigliante al cane da pastore di Brie era raffigurato su uno scudo conservato nella chiesa di Montdidier, in Francia. La scena raffigurava un combattimento, avvenuto nel 1371, tra il cane e l'assassino del suo padrone. La prima descrizione del pastore di Brie appare nel 1809 in un'opera dell'abate francese François Rozier, ma si deve attendere quasi un secolo per il primo standard e la prima iscrizione al Libro Briard Francese con il nome di "Pastore di Brie". Nel 1897 il Club Francese del Cane da pastore stabilì alcune regole necessarie per una corretta selezione, ponendo termine a esperimenti che rischiavano di deteriorare la razza. Progressivamente scomparve la varietà a pelo lanoso e prese il sopravvento quello con pelo cosiddetto "di capra", lungo e abbondante.

## Descrizione
La coda è intera, ben fornita di peli, con uncino all'estremità; portata bassa, deve arrivare alla punta del garretto o superarla al massimo di 5 cm. Sono ammessi tutti i colori uniformi, ma raccomandabili solo le tinte scure. Penalizzati sono il nero e il fulvo non abbastanza caldo. Da squalifica il bianco, il marrone e il mogano. Il pelo è flessuoso, lungo, secco con leggero sottopelo di lunghezza superiore ai 7 cm. Sul muso i peli formano barba, baffi e sopracciglia e velano leggermente gli occhi. La testa è forte e allungata. Lo stop è accentuato ed egualmente distante dalla cima della testa e dalla punta del tartufo. La fronte è leggermente arrotondata. Il muso non è stretto né a punta. I piedi: forti e rotondi, con dita serrate e unghie nere. Caratteristica è la presenza del doppio sperone.

## Carattere
Dotato di grande intelligenza e forte personalità, deve essere educato e cresciuto a contatto con le persone, con polso e fermezza ma non violenza, apprende molto e dà molto, se non educato correttamente come tutti i cani tenderà a muoversi nel gruppo famiglia secondo le sue coordinate  creando al proprietario problemi di gestione. È un cane molto affettuoso e adora il contatto con il suo proprietario da cui diviene inseparabile.

## Cure
Nonostante il lungo pelo non richiede molte cure tranne una spazzolata con cadenza settimanale, non avendo muta invernale non ha perdite di pelo.
Nonostante la taglia, vive benissimo anche in casa a patto lo si porti a fare qualche passeggiata per il tono muscolare. Se vive all'aperto dorme tranquillamente all'esterno anche d'inverno, il pelo ha funzione di regolatore termico.

## Caratteristiche
Si tratta di un cane molto forte e determinato che va educato fin da piccolo. Non richiede necessariamente un regolare addestramento, ma polso fermo che sappia contenere eventuali tendenze a proporsi come coordinatore del gruppo famiglia. Per incanalare la sua innata esuberanza, molti proprietari l'hanno avviato alla carriera nell'agility dog.
Il pastore di Brie è un cane molto intelligente, docile e obbediente se si instaura un rapporto di reciproco rispetto impara con facilità. È ben addestrabile e, se ben allevato e addestrato, presenta le caratteristiche dei cani da pastore, difende il suo gruppo familiare e può essere utilizzato anche per prove di lavoro e protezione civile.

## Diffusione
Nel 2012 sono stati iscritti 51 cuccioli ai libri genealogici ENCI e la sua diffusione ha visto un leggero calo.

## Adatto per...
- Compagnia
- Difesa
- Guardia
- Protezione civile
- Agility dog

## Non adatto per...
- Fly ball
- Freestyle
- Obedience (parzialmente adatto)